# Kanton Villeurbanne-Centre
Der Kanton Villeurbanne-Centre war bis 2015 ein französischer Kanton im Arrondissement Lyon und in der Region Rhône-Alpes. Er gehörte ursprünglich zum Département Rhône und umfasste das Stadtzentrum von Villeurbanne. Der Kanton wurde abgeschafft, als auf seinem Einzugsgebiet die Métropole de Lyon das Département Rhône als übergeordnete Gebietskörperschaft zum Jahreswechsel 2014/2015 ablöste und die Kantone ihre Funktion als Wahlkreise verloren. Seine letzte Vertreterin im conseil général des Départements war Béatrice Vessiller (EELV), sie folgte auf Raymond Terracher (PS, Amtszeit 1992–2010) und Richard Llung (ebenfalls PS, Amtszeit 2010–2011) nach.